# طارق لوباني
طارق لوباني هوَ طبيب فلسطيني-كندي يدير مشروعَ جليا (بالإنجليزية: Glia)‏ الذي يسعى إلى توفير الإمدادات الطبية للمواقع الفقيرة وتطوير السماعات الطبيّة منخفضة التَكلُفة. يعملُ طارق كأستاذٍ مشاركٍ في جامعة ويسترن أونتاريو حيثُ يعمل في غرف الطوارئ.
بِحلول عام 2013؛ وجنبًا إلى جنبٍ مع المخرج جون غريسون اعتُقلَ طارق تعسفيًا وقضى سبعة أسابيع في سجن طرة في مصر دون توجيه أيّ تهمٍ إليه. في عام 2018؛ استهدفهُ جنود الاحتلال حيثُ أطلقوا النار عليه مُباشرةً في ساقيه حينمَا كان في قطاع غزة يقدّم الرعاية الطبية خلال الاحتجاجات الحدودية لعام 2018.

## النشأة والتعليم
وُلدَ لوباني في الكويت وعاش في فلسطين وهو طفل. هو ابنُ محمود لوباني الذي كانَ يعملُ في عيادة طبية في نيو برونزويك. عندما كان عمره تسع سنوات؛ هاجرت عائلته إلى باثورست في نيو برونزويك كلاجئين.  التحق بالمدرسة الثانوية في باتهورست قبل دراسة الطب في جامعة دالهاوسي في أونتاريو الغربية.

## المسيرة المهنيّة
بدأ لوباني العمل كأستاذ مساعد في جامعة ويسترن أونتاريو في عام 2010؛ وبحلول نيسان/أبريل 2018؛ مَنحَ تحالف الطلاب الجامعيين في أونتاريو السيّد لوباني جائزة التميز التعليمي السنوية.

## العمل الإنساني

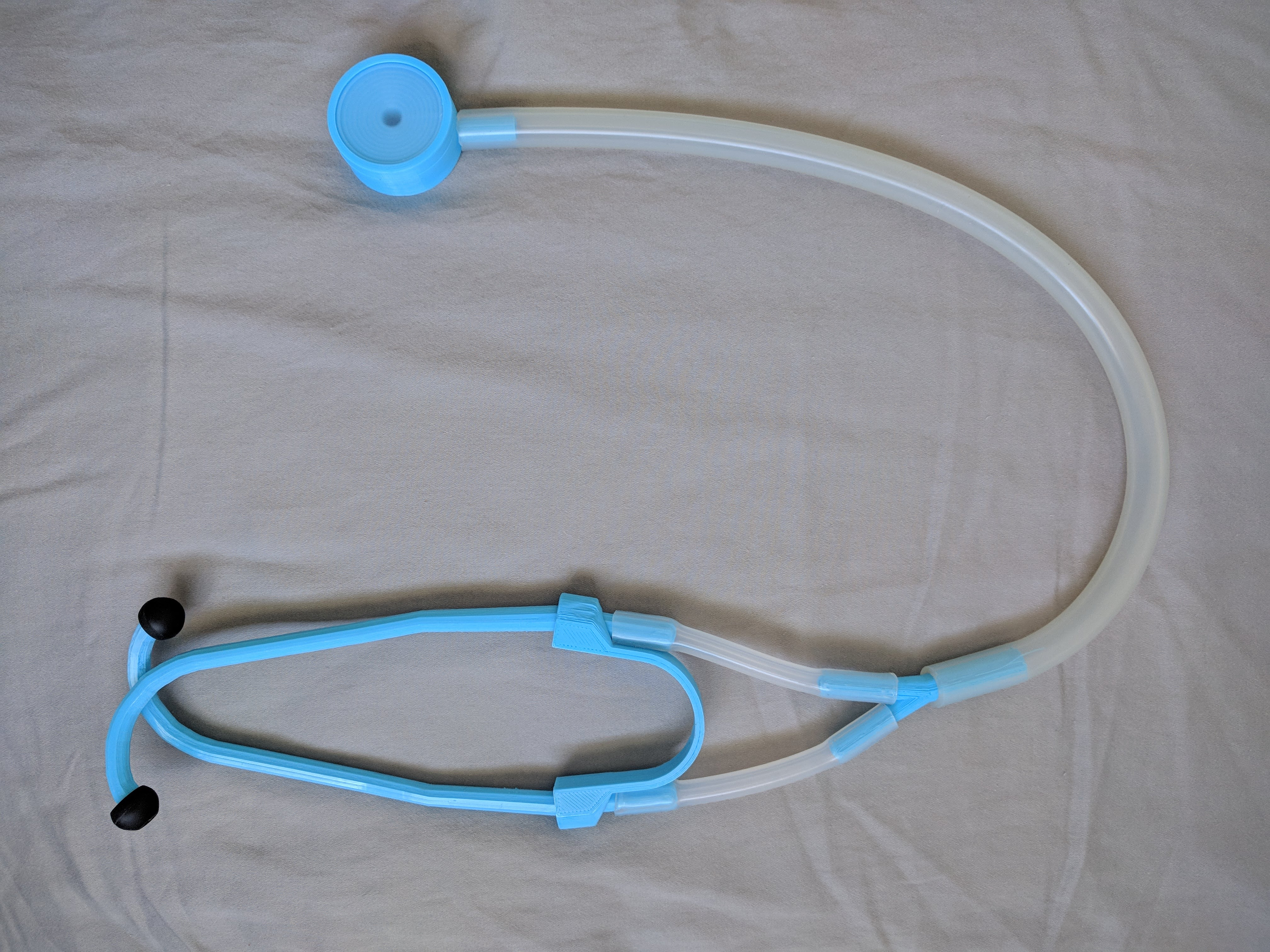
سماعة الطبيب طارق لوباني مطبعوعة عبرَ الطباعة ثلاثية الأبعاد

في عام 2015؛ صمّمَ لوباني سماعة طبية منخفضة التكلفة يُمكن تصنيعها مقابل 2.50 دولار باستخدام طابِعة ثلاثية الأبعاد كما عملَ على إدارة مشروع جليا الذي يسعى إلى توفير الإمدادات الطبية للمناطق الفقيرة وقد ابتكرَ تصميمات للأدوات الجراحية القابلة للطباعة ثلاثية الأبعاد مثل ممسك الإبرة ومقاييس تأكسج النبض.

### الاحتجاز في مصر
في 15 آب/أغسطس 2013؛ وَصل لوباني وجريسون إلى مصر عازمين علَى السفر إلى غزة. قُبض عليهما في اليومِ المُوالي ثمّ احتُجزا معًا في سجن طرة دون توجيهِ أي تهمٍ لهم. خِلال فترة احتجازهما؛ تعرّض الاثنان للعنف الجسَدي وظروف السجن القاسية. في وقتٍ لاحق؛ تحدثت عددٌ من الصحف عن نيّة توجيهِ السلطات المصرية لعددٍ من التهم ضد لوباني وجريسون بما في ذلك القتل ونية الشروع في القتل وهو ما نفاه الرجلان. أُطلقَ سراحهما بعد أكثر من سبعة أسابيع من الاحتجاز.

### الإصابة في غزة
في يوم الإثنين الموافق لـ 14 أيار/مايو 2018؛ أطلقت قوات الاحتلال النار على لوباني فأصابتهُ مباشرةً في ساقيه وذلكَ بالقرب من الحدود بين قطاع غزة وإسرائيل. حينَها كانَ لوباني يسلم أدوية الطوارئ للمتظاهرين ومن المُحتملِ جدًا – بناءً على تصريحاتهِ فيما بعد – تعمّد استهدافهِ من قبل قناص إسرائيلي. جديرٌ بالذكر هنا أنّ المسعفون يرتدونَ سترات واقية وعالية الوضوح لتعريف أنفسهم بأنهم طاقم طبي؛ لكن وعلى الرغم من ذلك يقولُ لوباني إنه تم إطلاق النار على ما مجموعه 19 طبيبًا ومُسعفًا في يوم واحد؛ من بينهم موسى أبو حسنين وهوَ أول مسعفٍ هبّ لمساعدة لوباني قبل أن يُستهدف هو الآخر بالرصاص الإسرائيلي. في 17 أيار/مايو من نفسِ العام وخِلال مقابلة لهُ في برنامج الديمقراطية الآن! معَ إيمي غودمان؛ روَى لوباني اللحظات التي أعقبت إطلاق النار عليه ووفاة أبو حسنين.